# Résolution 125 du Conseil de sécurité des Nations unies
Membres permanents
- Chine (Taïwan)
- États-Unis
- France
- Royaume-Uni
- URSS

Membres non permanents
- Australie
- Colombie
- Cuba
- Iraq
- Philippines
- Suède

Résolution no 124 Résolution no 126
La Résolution 125 est une résolution du Conseil de sécurité de l'ONU votée le 5 décembre 1957 concernant la fédération de Malaisie et qui recommande à l'Assemblée générale des Nations unies d'admettre ce pays comme nouveau membre.

## Contexte historique
À la suite de cette résolution ce pays est admis à l'ONU le 17 septembre 1957,.

## Texte
- Résolution 125 Sur fr.wikisource.org
- Résolution 125 Sur en.wikisource.org